# 汶阳站
汶陽站（：／ Munyang yeok */?）是大邱地鐵2號線的起點車站，位於韓國大邱廣域市達城郡多斯邑汶陽里。

## 車站結構
站體為1面2線島式月台的地面車站，候車月台設有月台幕門，並有2處出口。

### 月台配置
| 起終點站 |
| 下 上 \| |
| ↓ 多斯   |

| 月台 | 路線               | 目的地                   |
| ---- | ------------------ | ------------------------ |
| 上行 | ●大邱都市鐵道2號線 | 此站終着                 |
| 下行 | ●大邱都市鐵道2號線 | 半月堂、泛魚、嶺南大方向 |

## 歷史
- 2005年10月18日：落成啟用。

## 車站周邊
- 達城郡農產品直販場

## 圖片

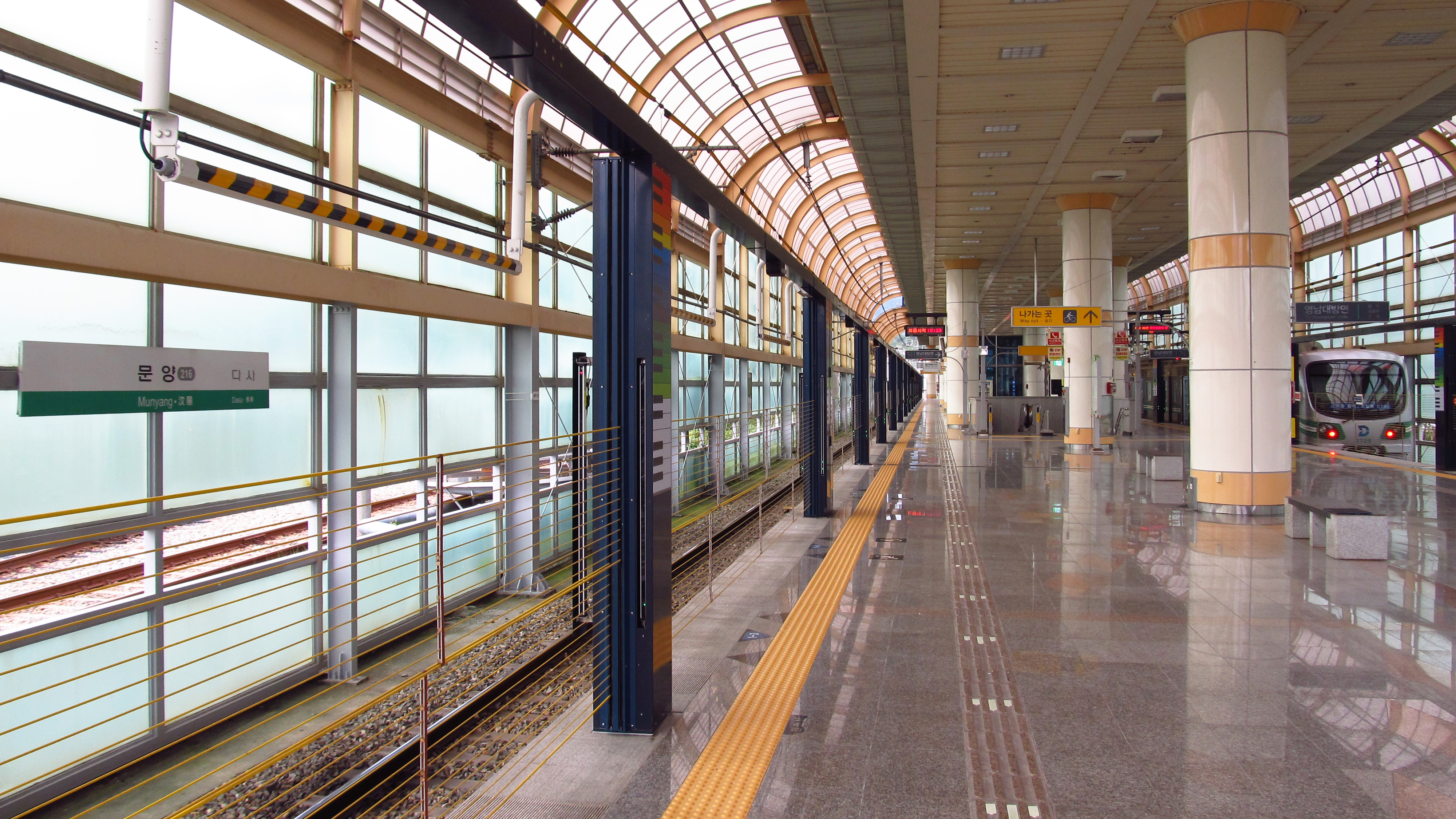
候車月台
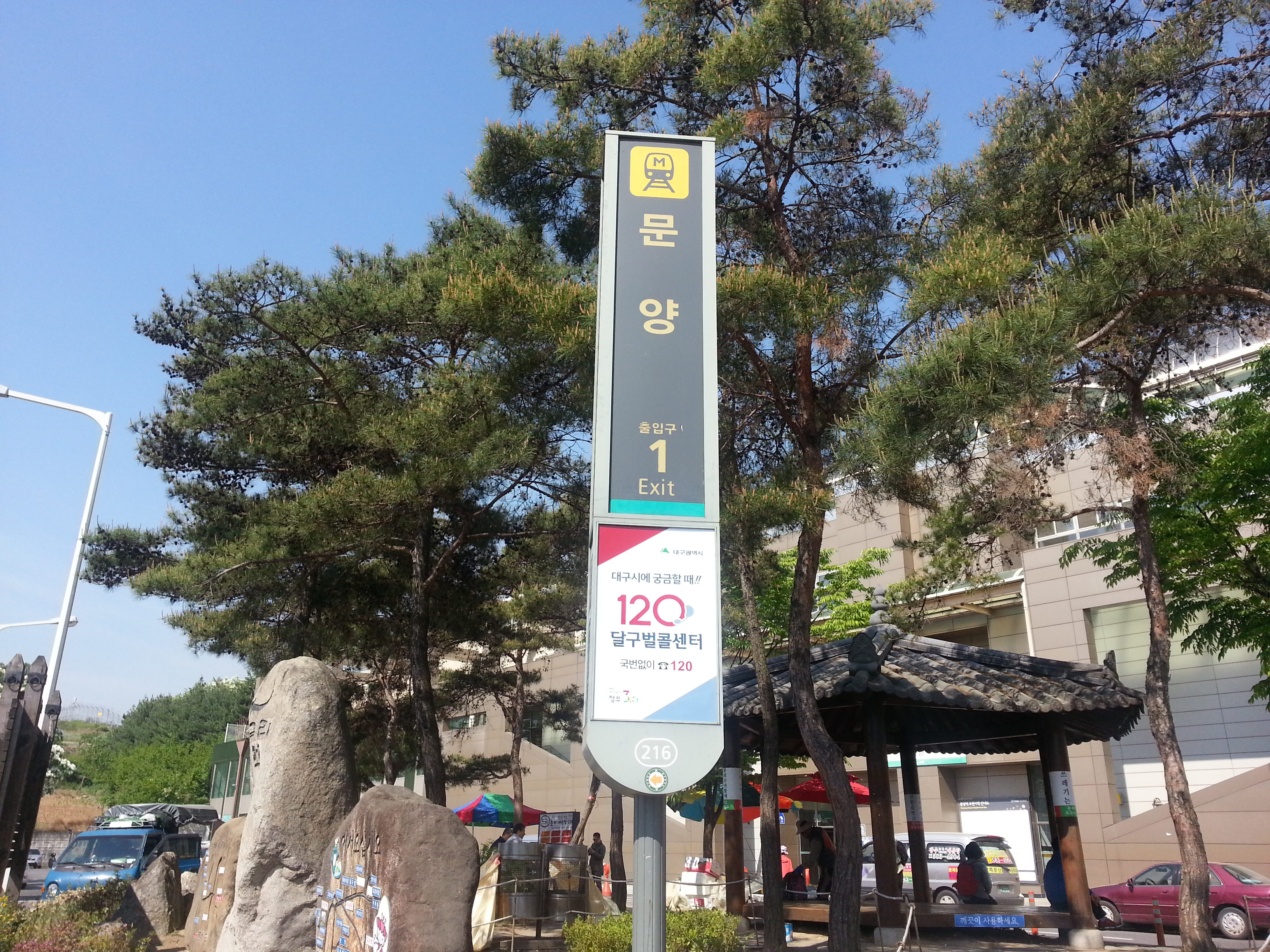
1號出口站牌

## 相鄰車站
大邱都市鐵道公社
●大邱都市鐵道2號線
汶陽（216）－多斯（217）